# Ralph Murphy
Ralph Murphy (Rockville, 1º maggio 1895 – Los Angeles, 10 febbraio 1967) è stato un regista e sceneggiatore statunitense.

## Filmografia parziale

### Regista
- The Big Shot (1931)
- La sperduta di Panama (Panama Flo) (1932)
- 70000 Witnesses (1932)
- [Strictly Personal (1933)
- Risveglio di un popolo (Song of the Eagle) (1933)
- La fanciulla senza casa (Girl Without a Room) (1933)
- Il commediante (The Great Flirtation) (1934)
- Minaccia (The Notorious Sophie Lang) (1934)
- McFadden's Flats (1935)
- L'inferno del jazz (Top of the Town) (1937)
- Partners in Crime (1937)
- Non ho ucciso! (Night Club Scandal) (1937)
- Las Vegas Nights (1941)
- Pacific Blackout (1941)
- L'isola dell'arcobaleno (Rainbow Island) (1944)
- Sunbonnet Sue (1945)
- La signorina rompicollo (Mickey) (1948)
- Red Stallion in the Rockies (1949)
- Il bandito di York (Dick Turpin's Ride) (1951)
- La donna dalla maschera di ferro (Lady in the Iron Mask) (1952)
- Il corsaro (Captain Pirate) (1952)
- I misteri della giungla nera, co-regia di Gian Paolo Callegari (1953)
- La vendetta dei Tughs, regia con Gian Paolo Callegari (1954)

#### Sceneggiatore
- Onore di fantino (Sweepstakes), regia di Albert Rogell - dialoghi (1931)
- Women Go on Forever, regia di Walter Lang - adattamento (1931)

### Televisione
- Mr. & Mrs. North (1952-1953; 35 episodi)
- Adventures of the Falcon (1954-1955; 11 ep.)
- Crossroad (1955-1957; 28 ep.)
- Broken Arrow (1958; 11 ep.)
- The Many Loves of Dobie Gillis (1959-1962; 6 ep.)